# Каштелян
Каштеля́н (пол. kasztelan) або кастеля́н (від лат. castellanus) — у Польському королівстві (1385—1569) та Речі Посполитій службова особа, яку призначав король або князь для управління «гродом» (замком) та навколишньою місцевістю. У німецьких землях — бургграф.
Уперше посаду каштеляна запровадив король Болеслав I Хоробрий. Призначався у кожне воєводство заступником воєводи.
Каштелянові належала військова, поліцейська влада, яка в XIII ст. перейшла до королівських старост. Мав право брати участь у королівській раді (сенаті). У випадку скликання посполитого рушення каштелян командував шляхтою свого повіту під час воєнного походу. Каштелян призначався й на українських землях, що входили до складу Речі Посполитої.
Серед світських сенаторів каштеляни вагомістю поступались місцем воєводам. З українських земель серед 31 важливішого каштеляна (кріслового) були: київський (10), львівський (12), волинський (13), кам'янецький (14), белзький (18), підляський (23), берестейський(25), брацлавський (29). За ними йшло 49 менш значних сенаторів дражкових, що сиділи під стінами на лавах: чернігівський (2), перемишльський (15), галицький (16), сяноцький (17), холмський (18).
Посада існувала до поділу Речі Посполитої наприкінці XVIII ст.. Надалі це був почесний титул.
Дружина каштеляна називалась каштеляно́ва, син — каштеля́нич, дочка — каштеля́нка.